# Legge 25 giugno 1882, n. 269
La legge 25 giugno 1882, n. 269, nota come legge Baccarini, è una legge italiana, attraverso la quale lo Stato interviene con opere pubbliche migliorando le condizioni geologiche del territorio italiano. Lo scopo principale della normativa era quello di vincere la malaria operando un vasto piano di bonifiche.
La normativa prende il nome dall'ingegnere e deputato italiano Alfredo Baccarini.

## Distinzione di bonifica
La legge introdusse una distinzione tra bonifiche di I e II categoria.
Lo Stato interviene eseguendo bonifiche di prima categoria e cioè delle opere ed attività dirette ad un grande miglioramento igienico o agricolo del territorio.
La Legge Baccarini prevedeva che, per tali opere, lo Stato sostenesse il 50% della spesa, che il 25% fosse a carico di comuni e provincie e che il restante spettasse ai privati direttamente beneficiati. Le bonifiche di seconda categoria, ritenute di minore importanza in quanto non assumevano rilevanza di interesse pubblico, restavano a carico dei privati, salvo i casi in cui l'interesse pubblico si dimostrava non trascurabile. In questo caso lo Stato e gli altri enti locali intervenivano per il 30% della spesa.

## Capacità giuridica
È importante rilevare che la Legge Baccarini per la prima volta poneva il problema della personalità giuridica dei Consorzi, implicita nella affermazione della loro capacità di stare in giudizio ed imporre tributi ai propri consorziati con i privilegi consentiti allo Stato.

## Effetti
La legge diede impulso alle bonifiche padane con il metodo del prosciugamento con l'utilizzo di potentissime idrovore. Altri interventi vennero svolti in Maremma, nell'Agro Romano e nel Mezzogiorno ma con risultati più deludenti poiché la mancata redditività immediata scoraggiava i privati a collaborarvi.